# Almofrey
Almofrey (oficialmente: San Lorenzo de Almofrei, y en gallego: San Lourenzo de Almofrei) es una parroquia del municipio de Cerdedo-Cotobade, en la comarca de Tabeirós - Tierra de Montes, provincia de Pontevedra, Galicia, España.